# Crímenes (programa de radio)
Crímenes es un programa de radio y televisión español sobre crímenes reales coproducido por la Corporación Catalana de Medios Audiovisuales y la productora Goroka, presentado por Carles Porta.
Sus emisiones empezaron el 8 de septiembre de 2018 en Catalunya Ràdio cosechando un gran éxito que hizo que, dos años después, se estrenara y produjera una versión televisiva homónima, que se estrenó el 3 de febrero de 2020 en TV3.

## Sinopsis
A través de episodios de una duración de entre 50 minutos y una hora, el programa describe crímenes reales sucedidos en Cataluña (si bien en algunos casos se han descrito casos acontecidos en la Comunidad Valenciana, las Islas Baleares u otros países) entre la segunda mitad del siglo XX y el siglo XXI.
El género discursivo empleado es el de la crónica negra novelada, con rasgos de solemnidad y autoridad y narrado por Carles Porta, combinada con la participación de personas que, de forma directa o indirecta, formaron parte del caso: familiares y amistades de las víctimas, cuerpos policiales como los Mozos de Escuadra o la Guardia Civil, médicos forenses, jueces instructores, periodistas de sucesos como Mayka Navarro o Tura Soler, abogados representantes de las partes e incluso algunos de los acusados inicialmente.
En cada capítulo, los testimonios de personas implicadas y las narraciones noveladas se acompañan de reconstrucciones ficticias de los hechos y también de imágenes de archivo de TV3, recortes de prensa, documentación policial y planes aéreos realizados por dron de los municipios y las áreas donde se desarrollaron los hechos.

## Episodios
| Temporada | Temporada | Episodios | Estreno                 | Final               |
| --------- | --------- | --------- | ----------------------- | ------------------- |
|           | 1         | 36        | 8 de septiembre de 2018 | 21 de julio de 2019 |
|           | 2         | 37        | 7 de septiembre de 2019 | 24 de julio de 2020 |
|           | 3         | 41        | 5 de septiembre de 2020 | 11 de abril de 2021 |
|           | 4         | 25        | 5 de septiembre de 2021 | 10 de julio de 2022 |